# Oncle Vania
Pour les articles homonymes, voir Oncle Vania (homonymie).
Oncle Vania (Дя́дя Ва́ня) est une pièce de théâtre d'Anton Tchekhov de 1897 qui mélange le drame et le comique.
Inspirée de la pièce Le Sauvage du même auteur, Oncle Vania est d'abord jouée dans d'autres villes de province et n'est créée au Théâtre d'art de Moscou que le 26 octobre 1899, après de nombreuses retouches, avec Olga Knipper dans le rôle d'Éléna. Le succès n'est pas immédiat. Maxime Gorki, qui a vu la pièce à Nijni Novgorod, en félicita cependant l'auteur.

Dès octobre 1898, Anton Tchekhov écrit à son frère Mikhaïl : 

« Mon Oncle Vania est joué dans toute la province. On peut vraiment dire, le succès est imprévisible. Je ne comptais pas du tout sur cette pièce. »

## Argument
Elle raconte la fin du séjour d'été mouvementé du vieux professeur Sérébriakov (père de Sonia) et sa jeune épouse Eléna, au domaine familial tenu par Ivan Voïnitski (l'oncle Vania qui donne son nom à la pièce), sa mère Maria, et sa nièce Sonia.

## Articulations
La pièce est composée de quatre actes, sans aucun découpage en scènes.

## Personnages
- Alexandre Vladimirovitch Sérébriakov : professeur à la retraite
- Éléna Andréevna : la jeune femme du professeur, 27 ans
- Sophia Alexandrovna (Sonia) : fille du premier lit de Sérébriakov
- Maria Vassilievna Voïnitzkaïa : veuve, mère de la première femme du professeur
- Ivan Petrovitch Voïnitzki : « oncle Vania », son fils
- Mikhaïl Lvovitch Astrov : médecin
- Ilia Ilitch Téléguine : propriétaire terrien ruiné
- Marina : une vieille nourrice
- Un valet de ferme

### Détails

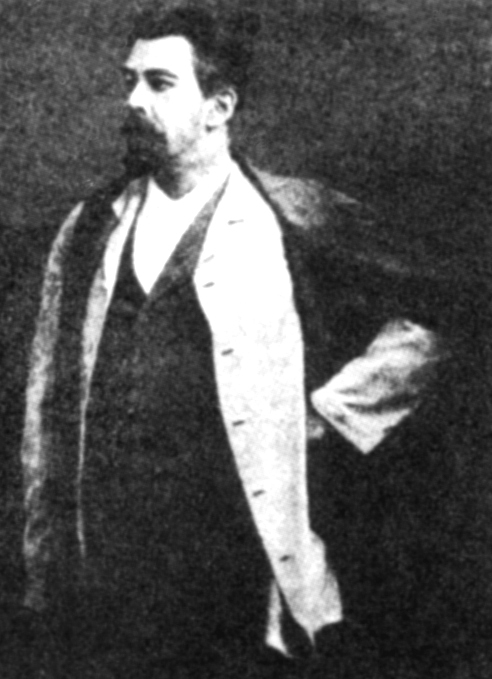
Constantin Stanislavski dans le rôle d'Astrov, en 1899.

- Ivan Voïnitski (oncle Vania), devenu rêveur et paresseux, jalouse son beau-frère Sérébriakov, professeur à la retraite et hypocondriaque vaniteux. La pièce se déroule dans la propriété de Sonia, fille du professeur et nièce de Vania. Ce dernier a exploité toute sa vie le domaine pour en envoyer les revenus à Sérébriakov, dont il admirait la science. Environ un an avant le début de la pièce, il perd toutes ses illusions sur les qualités humaines et intellectuelles de son beau-frère, ce qui le rend particulièrement amer, car il a l'impression d'avoir gâché sa vie.
- Elena est la seconde femme du professeur. Beaucoup plus jeune que son mari, elle est très belle, et s'ennuie profondément au domaine. Elle n'est plus amoureuse de son mari et se sent séduite par le docteur Astrov.
- Le professeur Sérébriakov est égoïste et se plaint tout le temps. Il écrit « pour ouvrir des portes ouvertes ». Il a eu du succès auprès des femmes. C'est un intellectuel vieillissant qui se sent comme exilé dans sa propriété campagnarde. Il ne supporte pas de se voir vieillir et vit de manière décalée : il écrit la nuit, dort le jour…
- Sonia est la fille du professeur et de sa première femme. Elle exploite le domaine avec son oncle Ivan, qu'elle appelle « Oncle Vania ». Elle est amoureuse du docteur Astrov depuis très longtemps, mais lui ne l'aime pas et ne la remarque même pas. Elle n'est pas belle et se fane encore plus dans la solitude.
- Astrov est médecin de campagne et vient parfois en visite au domaine. Il n'aime plus s'occuper de ses patients et n'aime plus personne. Il est seulement attiré par la nature. On comprend vite qu'il est tombé sous le charme d'Elena. Ses visites au domaine sont devenues beaucoup plus fréquentes.
- Marina est la nourrice de Sonia.
- Téléguine est un propriétaire ruiné qui vit au domaine, aux crochets de Sonia et d'Oncle Vania.
- Maria est la grand-mère de Sonia, la mère de Vania et la belle-mère de Sérébriakov, qu'elle adule. C'est une intellectuelle russe de province, typique des années 1860.

Une dispute éclate entre Sérébriakov, qui veut gager le domaine sans se soucier de l'avenir de sa fille, et Ivan Voïnitski, qui fait mine de tuer son beau-frère. Finalement, Sérébriakov et Elena quittent la propriété à tout jamais, laissant les protagonistes à leurs frustrations et à leur destin.

## Valeurs
- Si vous ne connaissez pas le sujet, laissez ce bandeau (vous pouvez alors contacter les auteurs).
- Si vous supprimez le contenu mis en cause (vous pouvez préalablement contacter les auteurs),

argumentez précisément cette suppression dans la page de discussion
(un manque de référence n'est pas un argument ; une recherche réelle de référence doit avoir été effectuée, être formellement documentée).
Tchekhov s'emploie à briser les illusions que sont l'amour et l'argent comme cause de bonheur.
Sérébriakov est la caricature des intellectuels froids et égoïstes. Il est incapable de tendresse envers sa propre fille, Sonia.
Astrov est incapable d'aimer les autres. L'alcool lui sert de refuge pour exprimer sa sensibilité et ses rêves.
Eléna est consciente de son inutilité, c'est une femme qui n'a pas trouvé sa raison d'être.
Les personnages et leurs relations sont complexes et subtils. Les bonheurs possibles des uns et des autres s'entrecroisent sans jamais se trouver.
La pièce est une succession d'instants de vie. Les personnages sont touchants par leurs défauts, leurs qualités et leurs souffrances.

## La dernière réplique
- La dernière réplique de la pièce a inspiré Sergueï Rachmaninov pour écrire sa romance, pour voix et piano, Nous nous reposerons (op. 26 no 3 : « Мы отдохнём! » en russe).
- Jacques, le héros des Thibault, la fresque de Roger Martin du Gard, se souvient de cette phrase, alors qu'il vient de perdre son redoutable père ; le passage fait sans doute allusion à une représentation de la pièce par la Compagnie Pitoëff :

« Une phrase, comme une réminiscence musicale, chanta dans son souvenir… "Nous nous reposerons."
C'était la fin d'une pièce qu'il avait vue jouer à Genève : il avait encore dans les oreilles la voix de l'actrice, une slave aux traits d'enfant, avec des traits candides et fébriles, qui répétait en balançant sa petite tête : "Nous nous reposerons…." Une intonation rêveuse, un son filé comme une harmonique, accompagné d'un regard las, où il y avait, certes, plus de résignation que d'espoir : "Tu n'as pas eu de joie dans la vie… Mais patience, oncle Vania, patience… Nous nous reposerons… Nous nous reposerons…" »

— Roger Martin du Gard, La Mort du père, 6e volume des Thibault

## Oncle Vaniaen France
- 1921, Georges Pitoëff
- 1951 (reprise 1959), Sacha Pitoëff
- 1961, Jacques Mauclair, Comédie-Française
- 2001, Jean-Luc Jeener, Théâtre du Nord-Ouest
- 2007, Oncle Vania à la campagne, Jacques Livchine et Hervée de Lafond, Théâtre de l'Unité[3]
- 2014, Eric Lacascade, Théâtre national de Bretagne
- 2016, Philippe Nicaud, festival d'Avignon, Coup de cœur du festival
- 2017, Julie Deliquet, Théâtre du Vieux Colombier, 4 octobre-12 novembre 2017
- 2018, Philippe Nicaud, Théâtre Essaïon et au festival d'Avignon
- 2019, Jean-Luc Jeener, Théâtre du Nord-Ouest, dans le cadre de l'intégrale Tchekhov
- 2019, Stéphane Braunschweig, Théâtre de l'Odéon
- 2021, Jacques Weber : Atelier Vania au Théâtre de l'Atelier[4]

## Adaptations cinématographiques
- 1970 : Oncle Vania (Diadia Vania) de Andreï Kontchalovsky.
- 1986 : Oncle Vania (Diadia Vania), de Gueorgui Tovstonogov, avec la distribution du Théâtre dramatique de Léningrad.
- 1994 : Vanya, 42e Rue (Vanya, 42nd Street) de Louis Malle.
- 2021 : la pièce est au centre de l'histoire du film Drive My Car (ドライブ・マイ・カー, Doraibu mai kā) de Ryūsuke Hamaguchi.

## Traduction française
- Anton Tchekhov (trad. André Markowicz), Oncle Vania : Scènes de la vie à la campagne en quatre actes, Arles, Actes Sud, coll. « Babel » (no 104), 2001 (1re éd. 1994), 139 p. (ISBN 978-2-7609-1640-1)